# Lineární elektromotor

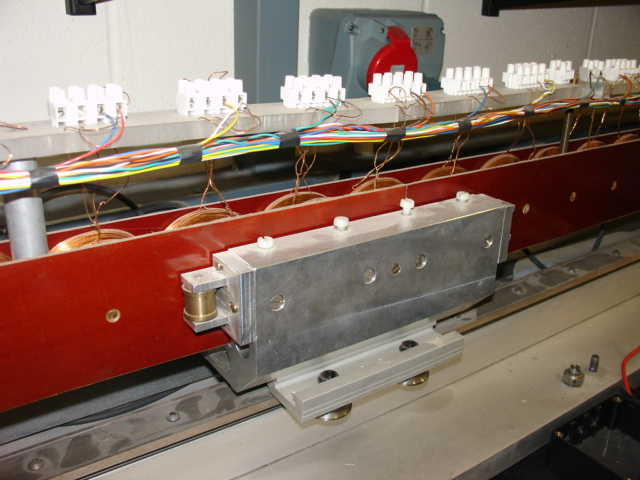
Prototyp lineárního elektromotoru

Lineární elektromotor je elektrický motor, který nevykonává pracovní pohyb rotační, ale pohyb posuvný. Jde o netočivý elektrický stroj, který nemá rotující pracovní součásti. Jedná se o mnohapólový motor, jehož stator i rotor je rozvinut do délky podél pojezdové dráhy mechanizmu. Svojí povahou je konstrukčně blíže k asynchronnímu stroji a tím transformátoru nakrátko, nebo synchronnímu stroji. Magnetický obvod je přerušen vzduchovou mezerou pro oddělení pohyblivé a nepohyblivé části stroje.
Lineární motory patří v současné době mezi moderní technologii pohonů, které se čím dál více začínají prosazovat v lineární technice. Vyznačuje velkou dynamikou, rychlostí lineárního posuvu, precizností a kompaktním uspořádáním. Jeho hlavní výhodou z hlediska konstrukce je absence mechanických převodů, které zvyšují vůli, mechanické opotřebení a nepřesnost polohování. Značný rozvoj těchto motorů v poslední době zapříčinila širší dostupnost a snížení pořizovacích nákladů mechanických částí i řídící elektroniky na přijatelnou úroveň.
Moderní motory umožňují zrychlení až 5G a rychlost posuvu 6m/s.

## Technologie
Lineární motor stejně jako rotační motor funguje na principu magnetické indukce. Na rozdíl od konvenčních motorů je stator i rotor lineárního motoru rozvinut do délky. Poháněný mechanizmus nevyužívá zprostředkující převod pohonu. Není rozhodující, která část stroje tvoří pevnou, nepohyblivou část a která pohyblivou část. Není rozhodující, která část stroje je napájena. Volba uspořádání závisí na konkrétní aplikaci.
Po celé délce pojezdové dráhy mechanizmu je rozvinut stator. Rotor překrývá jen část statoru a je na posouvané části mechanizmu. Napájená část je vždy složena z transformátorových plechů z magneticky měkkého materiálu. V drážkách paketu z transformátorových plechů je vloženo obvykle trojfázové vinutí. Proti napájené straně je umístěna sekundární část tvořená permanentními magnety, ale často jen magnetickým obvodem s vinutím nakrátko. Vinutí nakrátko může být tvořeno i samotnou masivní pojezdovou kolejnicí mechanizmu. Přivedením řídicího proudu do vinutí aktivní části vznikne spřažené magnetické pole mezi oběma částmi, které vyvolá silové účinky. Vznikající silové účinky rozpohybují zařízení.

## Využití
- v dopravě pro pohon vlaků, například i na magnetickém polštáři, Maglev.
- v přesných CNC obráběcích strojích (typicky brusky), kde je magnetický pohyb přesnější než mechanickými převody, jež trpí vůlemi.
- triviálním lineárním motorem s jednou cívkou je reproduktor a mikrofon
- ve zvonicích pro rozhoupávání zvonů[1].
- polohovací systémy (jedno i víceosé systémy)

## Poznámka
Vzhledem k tomu, že statická (nepohyblivá) část stroje se nachází podél celé pojezdové dráhy stroje, pořizovací náklady u velkých pohonů vybavených lineárními elektromotory, například u speciálních drah v železniční dopravě nebo v městské hromadné dopravě (typicky v metru), bývají velmi vysoké. Mnohakilometrová trať je i náročnější na kontrolu a údržbu, než je tomu u běžných tratí, a provozní náklady celého zařízení mohou být také velmi vysoké. Proto jsou v případech závislé trakce i nezávislé trakce napájené díly umísťovány výhradně na vozidlo. Důvodem je to, že při napájení pevné části, i pokud je napájen jen zatížený úsek, ale i přesto jsou vysoké ztráty energie. Napájený úsek nebývá překryt celý pohyblivou kotvou.

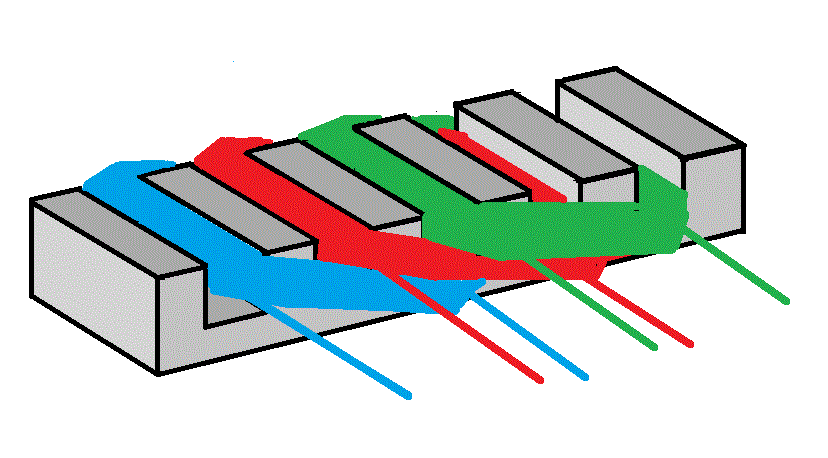
Schéma třífázového linearního motoru, hliníkový plát na povrchu často tvoří druhý "rotor".
První schéma lineárního indukčního motoru.
Druhé schéma lineárního indukčního motoru.
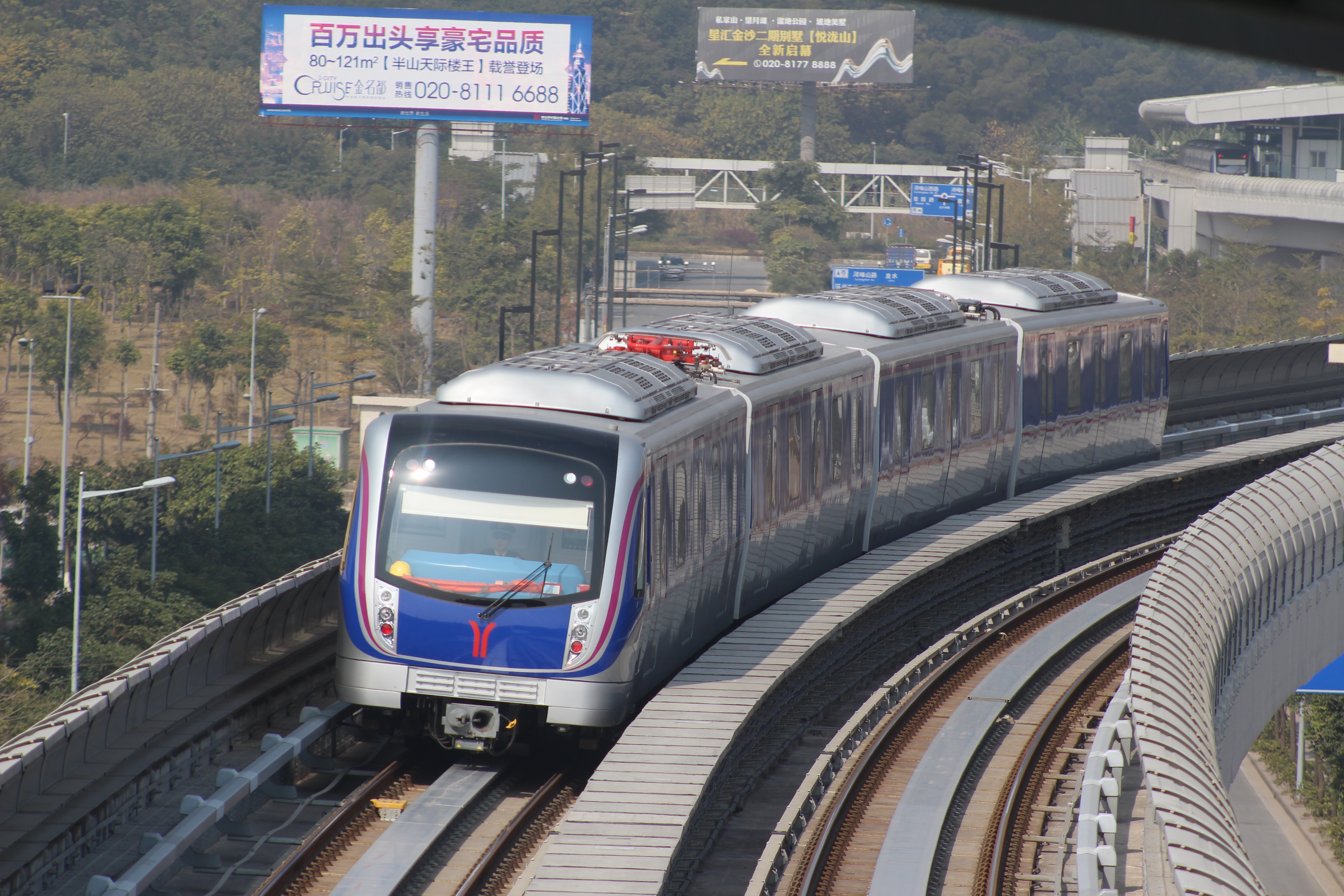
Tato linka č.6 Guangzhou Metra vlaku od CRRC Sifang and Kawasaki Heavy Industries se urychluje za používání indukce hliníkového tenkého plátu umístěného mezi dvě kolejnice.